# Radiosondatge
El radiosondatge és un mètode d'exploració de l'atmosfera que en permet conèixer l'estructura vertical (des de la superfície fins a uns 25 o 30 km d'altitud) mitjançant el mesurament de les principals variables termodinàmiques al lloc on es realitza. Es realitza amb un aparell que s'anomena radiosonda.
A la xarxa mundial d'observació, hi ha unes 1.500 estacions de radiosondatge repartides arreu del planeta que fan llançaments simultanis a les 00 i a les 12 UTC, segons recomana l'OMM. Per tant, i seguint aquestes recomanacions, a Barcelona també es fan dos llançaments diaris, a les 00 i a les 12 UTC, durant tots els dies de l'any.

## Descripció
Es tracta d'un sondatge atmosfèric realitzat per una radiosonda; és a dir, la caracterització vertical de l'atmosfera mitjançant instruments transportats habitualment per un globus ple d'heli. Les variables que s'obtenen són la temperatura, la humitat relativa, la pressió, la força i direcció del vent a diferents altures.
Una sonda convencional disposa de sensors atmosfèrics, un radiotransmissor per enviar les dades, i un equip de GPS per posicionar en tot moment la sonda i extreure’n la velocitat i la direcció del vent. Quan el globus és alliberat, s'enlaira a l'atmosfera a una velocitat aproximada de 5 m/s, i a petits intervals de temps es van prenent mesures que són transmeses a la superfície mitjançant un senyal de ràdio. Aquest globus arriba fins a una altitud generalment entre 20 i 30 km, depenent de les condicions meteorològiques.

## Aplicacions
Les dades s'utilitzen per a caracteritzar l'atmosfera en una zona determinada a diversos nivells – fer-ne una anàlisi – i com a condicions inicials dels models meteorològics que serviran per fer una predicció del temps més acurada. També per conèixer la inestabilitat de l'atmosfera (possible formació de tempestes o fenòmens extrems)
L'estudi i el seguiment d'episodis de contaminació. O com a suport a l'aviació amb la determinació de possibles zones amb turbulència i l'optimització de rutes segons la força i direcció del vent.
La importància de disposar d'una densa xarxa de radiosondatges per a la caracterització i el pronòstic de les situacions sinòptiques, atès que a partir dels radiosondatges s'obté l'anàlisi sinòptica, és a dir, l'estat real de l'atmosfera en un moment determinat. Amb la distribució actual a la zona d'Europa (figura 1), es detecten bé configuracions sinòptiques de centenars a milers de quilòmetres sobre el continent, però en canvi sobre l'Atlàntic és bastant dificultós. D'altra banda, quant més densa sigui la xarxa, millor es detectaran les estructures d'escala més petita. A partir de la xarxa de radiosondatges s'obté un conjunt tridimensional d'informació constituït per les mesures de temperatura, pressió, humitat i vent a la vertical dels diferents punts de llançament. Per extreure’n el màxim d'informació d'una manera ràpida, s'analitzen aquestes dades només en els nivells estàndards (1000, 925, 850, 700, 500, 300, 200 hPa).

## Estació de radiosondatge a Barcelona
Hi ha una estació de radiosondatge a Barcelona, que el Servei Meteorològic de Catalunya té a la Facultat de Física de la Universitat de Barcelona. Aquesta estació és inclosa dins de la Xarxa Global de Telecomunicacions de l'Organització Meteorològica Mundial (OMM) per a la difusió de la informació meteorològica. El codi de l'estació és el 08190, de manera que altres serveis meteorològics i centres de recerca d'arreu del món poden consultar les dades enregistrades a Barcelona. L'estació captura diferents variables meteorològiques.
El radiosondatge de Barcelona es realitza des de 1998. Inicialment es feia a les 12 TU, però des del maig de 1999 es va començar a realitzar dos cops al dia, a les 00 i a les 12 TU. Fins al 2012 el radiosondatge es feia de forma manual. A partir de 2013, el llançament s'ha automatitzat i se n'ocupa el “robotsonda”, que es descriu més endavant. Des de desembre de l'any 2008, el radiosondatge de Barcelona (l'únic que es fa a Catalunya actualment) pertany a la Xarxa Meteorològica Mundial a través del GTS (Global Telecommunication System). Aquesta Xarxa engloba els prop de 1.300 radiosondatges sistemàtics que es realitzen arreu del món.
L'any 2013 el Servei Meteorològic de Catalunya inaugura el nou Robot Sonda. Aquest equipament, ubicat a la Facultat de Física de la UB, és capaç de fer el llançament del globus sonda inflat amb heli de manera automàtica, disposant d'una autonomia de fins a 6 dies.